# بييرو دي كوزيمو
بييرو دي كوزيمو (Piero di Cosimo) (فلورنسا، 1461 - 1521) رسام إيطالي من عصر النهضة.
كوزيمو كان بارعا في رسم الحيوانات، المصدر الوحيد لأيّ معلومات متوفّرة عن هذا الرسّام هو كتاب «حياة الفنّانين» للمؤرّخ الإيطاليّ جورجيو فاساري.

## معرض صور

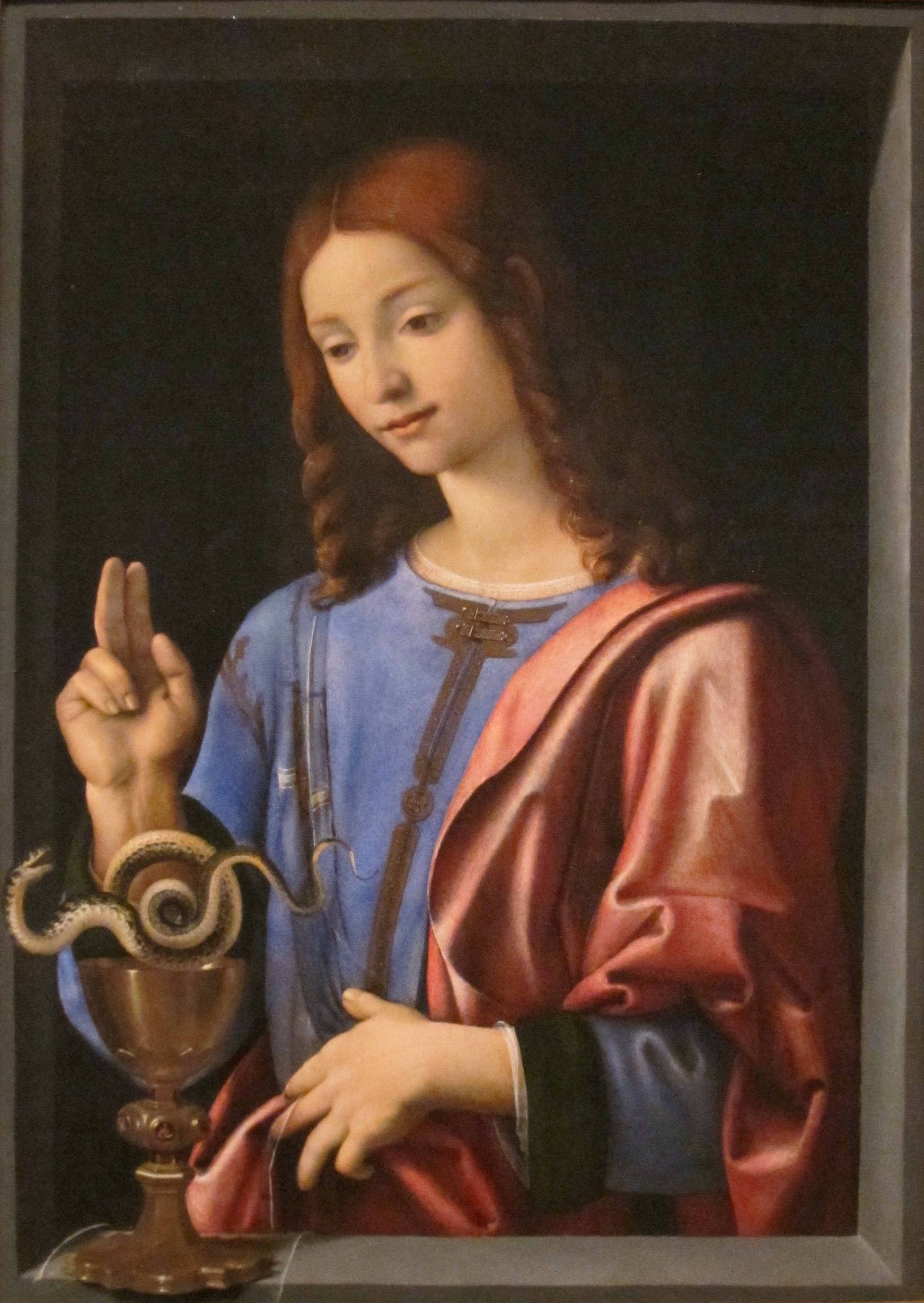
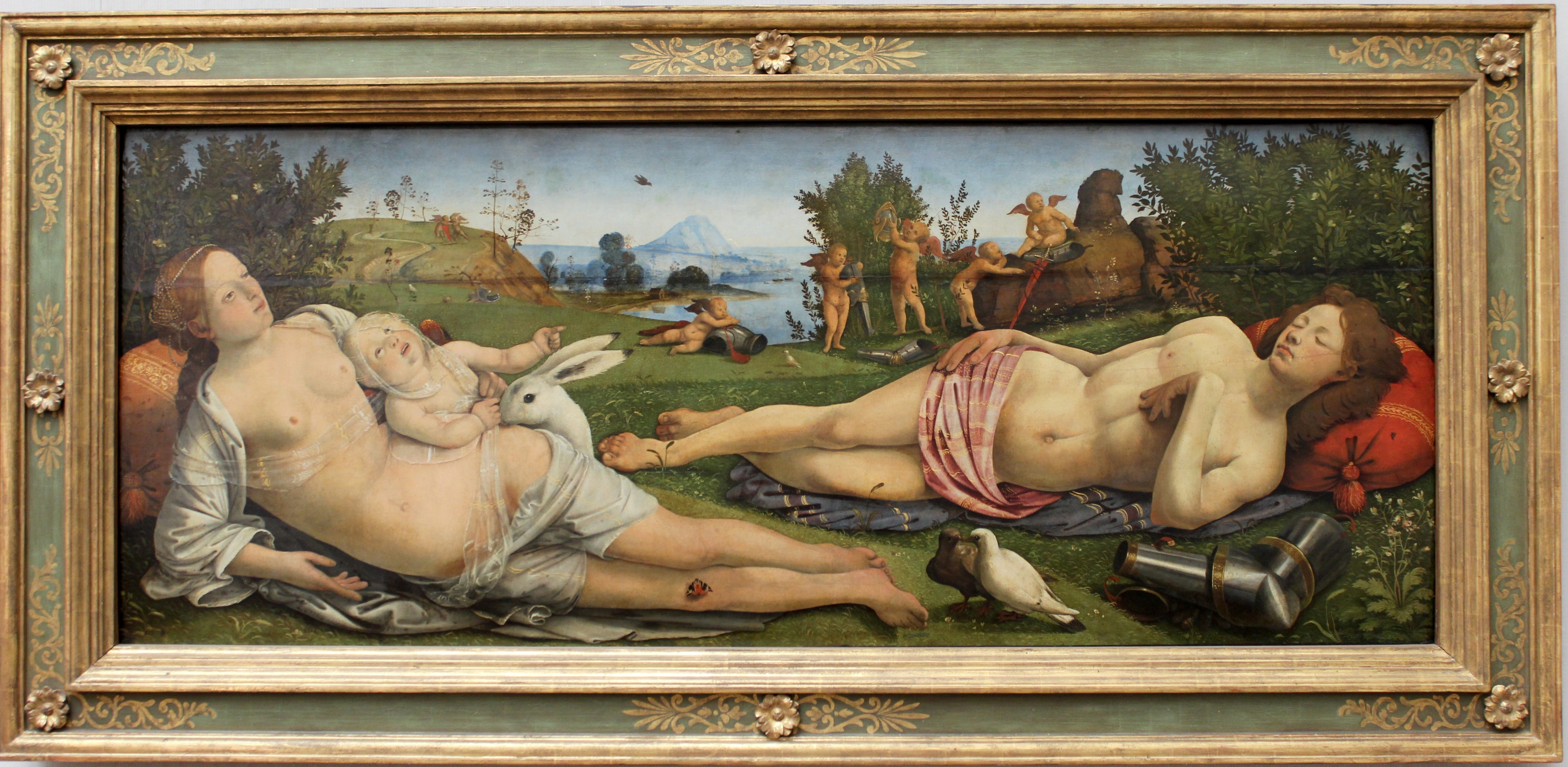
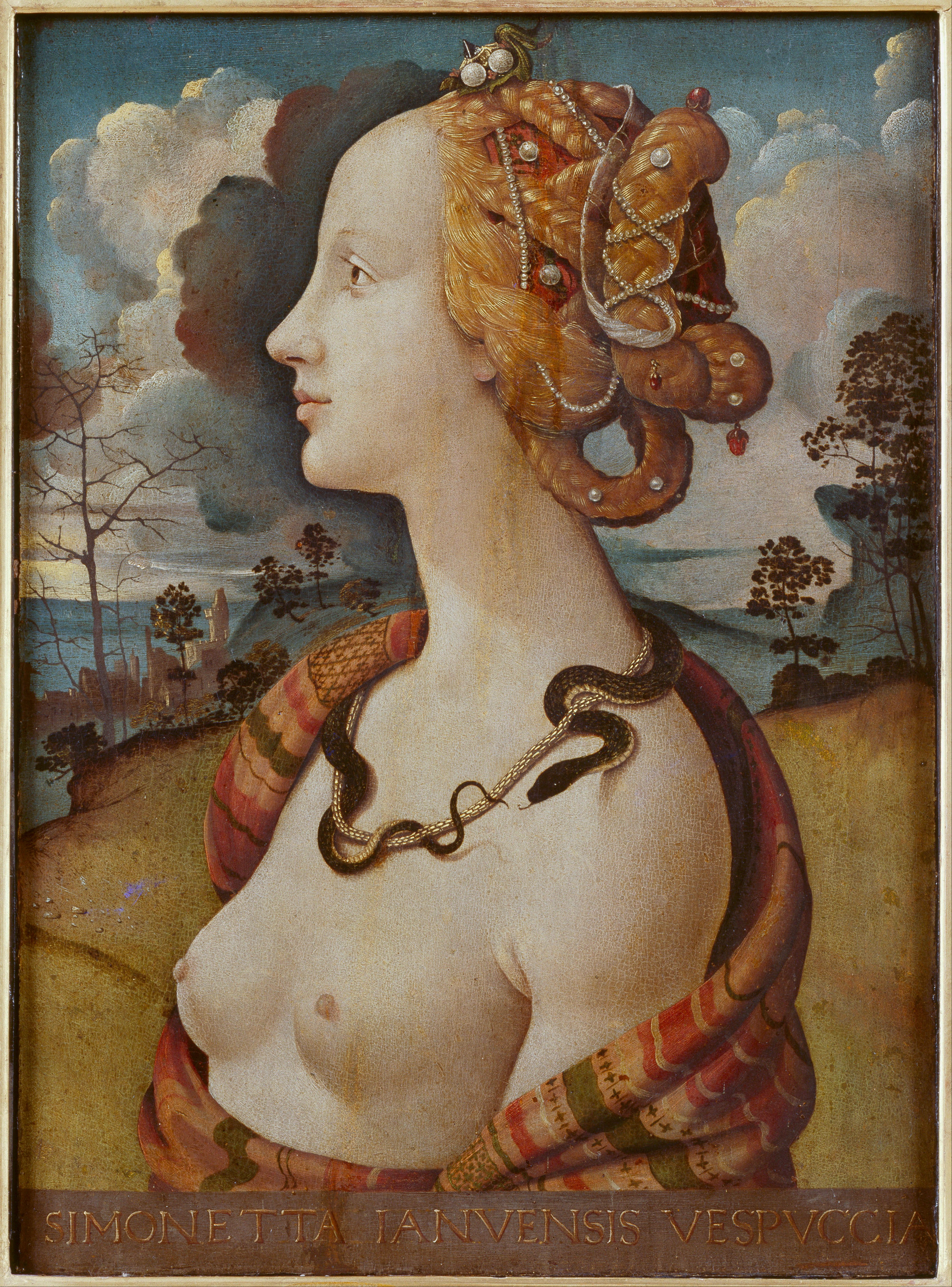

## روابط خارجية
- بييرو دي كوزيمو على موقع الموسوعة البريطانية (الإنجليزية)
- بييرو دي كوزيمو على موقع ميوزك برينز (الإنجليزية)
- بييرو دي كوزيمو على موقع ديسكوغز (الإنجليزية)